# Macropodia linaresi
Macropodia linaresi är en kräftdjursart som beskrevs av Forest och Zariquiey Álvarez 1964. Enligt Catalogue of Life ingår Macropodia linaresi i släktet Macropodia och familjen maskeringskrabbor, men enligt Dyntaxa är tillhörigheten istället släktet Macropodia och familjen Inachidae. Det är osäkert om arten förekommer i Sverige. Inga underarter finns listade i Catalogue of Life.